# Lüttich–Bastogne–Lüttich 1981
Lüttich-Bastogne-Lüttich 1981 war die 67. Austragung von Lüttich–Bastogne–Lüttich, eines eintägigen Straßenradrennens. Es wurde am 19. April 1981 über eine Distanz von 244 km ausgetragen.
Das Rennen wurde von Johan van der Velde vor Josef Fuchs gewonnen. Allerdings wurde Johan van der Velde des Dopings überführt und der Sieg ging an den Schweizer Josef Fuchs. Durch die Disqualifikation von van der Velde wurde der dritte Platz nicht belegt.

## Ergebnis
| Rang | Fahrer              | Team                    | Zeit         |
| ---- | ------------------- | ----------------------- | ------------ |
| DSQ  | Johan van der Velde | TI-Raleigh-Creda        | 6h 56' 00"   |
| 1    | Josef Fuchs         | Cilo-Aufina             | gleiche Zeit |
| 2    | Stefan Mutter       | Cilo-Aufina             | + 50"        |
| 4    | Ludo Peeters        | TI-Raleigh-Creda        | gleiche Zeit |
| 5    | Guido Van Calster   | Splendor-Wickes         | + 2' 00"     |
| 6    | Eddy Schepers       | DAF Trucks-Cote d’Or    | gleiche Zeit |
| 7    | Rudy Pevenage       | Capri Sonne-Koga Miyata | + 2' 54"     |
| 8    | Bert Oosterbosch    | TI-Raleigh-Creda        | gleiche Zeit |
| 9    | Gerrie Knetemann    | TI-Raleigh-Creda        | gleiche Zeit |
| 10   | Frits Pirard        | Boule d’Or-Sunair       | gleiche Zeit |